# Raión de Koroliov
Raión de Koroliov (en ucraniano: Корольовський район) es un raión o distrito urbano de Ucrania, en la ciudad de Zhytomyr. 
Comprende una superficie de 31 km².

## Demografía
Según estimación 2010 contaba con una población total de 117600 habitantes.